# Фёдор
Фёдор — мужское русское личное имя греческого происхождения; восходит др.-греч. Θεόδωρος («дарованный Богом», «Божий дар»). Дореволюционная и церковная форма имени — Ѳео́доръ (Фео́дор). После революции и Реформы русской орфографии 1918 года имя стали писать как «Федор» или как «Фёдор». Относится к двухкомпонентным теофорным именам с компонентом [фео]- (θεός, «Бог»); второй компонент — δῶρον, «дар». Многие теофорные имена с морфемой [фео]- являются собственно христианскими, то есть появились и стали использоваться как личные имена в среде первых христиан; однако имя Феодор известно задолго до возникновения христианства: носителем имени был, например, древнегреческий математик Феодор Киренский (конец V — начало IV век до н. э.).
В христианском именослове имя Феодор соотносится с несколькими раннехристианскими святыми; наиболее известные и почитаемые — мученики Феодор Стратилат и Феодор Тирон (начало IV века).

## Частотность имени
Имя Фёдор на Руси традиционно входило в число популярных имён; в святцах издавна содержалось довольно много дней поминовения святых с именем Феодор, что предопределяло широкую распространённость имени. Помимо раннехристианских и византийских святых с этим именем, в православной традиции в лике святых почитались несколько князей из рода Рюриковичей (например, Фёдор Ростиславич Чёрный, внук Ярослава Мудрого) и высших церковных иерархов (например, архиепископ Феодор Ростовский, ученик Сергия Радонежского). В конце XVI—XVII веках Фёдор — царское имя, его носителями были последний царь из династии Рюриковичей Фёдор Иоаннович, а также Фёдор II Борисович, сын Бориса Годунова, и Фёдор III Алексеевич, сын Алексея Михайловича и брат Петра I.
К концу XIX века имя Фёдор — среди наиболее распространённых мужских русских имён, однако к середине XX века его частотность значительно упала. По сведениям А. В. Суперанской и А. В. Сусловой, собиравшим статистику по именам новорождённых в Ленинграде, имя Фёдор встречалось у 20 мальчиков из 1000 учтённых, родившихся до 1938 года (то есть частотность имени составляла 20 ‰), у родившихся в период с 1939 по 1953 годы частотность была 5 ‰, а у родившихся в период с 1954 по 1968 годы имя не встречалось совсем. Статистические данные В. А. Никонова по некоторым регионам центральной России также свидетельствуют о том, что имя Фёдор в начале 1960-х годов было редкоупотребимым: его частотность в большинстве обследованных регионов в 1961 году не превышала 1 ‰. К концу 1980-х годов наметилось возрождение интереса к имени; в 1988 году у ленинградских новорождённых частотность имени составляла 4 ‰.

## Имена-аналоги
В русском именослове есть имя Дорофей, состоящее из тех же греческих корней θεός «Бог» и δῶρον «дар», но составленных в обратной последовательности. Имени Фёдор близки по этимологическому значению теофорные имена Федот, Федосей и Досифей. Помимо этого, русский именослов включает в себя древнееврейские имена Ионафан, Нафанаил и Матвей: все три имени также двухосновные; их компоненты обнаруживают смысловое сходство с компонентам имени Фёдор. Наконец, известно славянское имя Богдан, которое является калькой с греческих оригинальных имён Θεόδωρος или Θεόδοτος. В болгарском и сербском языках известно имя Божидар, являющееся переводом греческого прообраза имени Фёдор. В арабском языке аналогичным именем является имя Тухфатулла.

## Именины
Православные именины:
- 9 января
- 1 февраля, 8 февраля, 10 февраля, 21 февраля, 27 февраля
- 1 марта, 6 марта, 18 марта, 19 марта
- 3 апреля, 23 апреля
- 3 мая, 4 мая, 5 мая, 29 мая
- 3 июня, 5 июня, 6 июня, 14 июня, 21 июня, 28 июня
- 6 июля, 17 июля, 22 июля, 25 июля
- 5 августа, 15 августа, 24 августа
- 10 сентября, 17 сентября, 18 сентября, 25 сентября
- 2 октября, 3 октября, 5 октября, 11 октября
- 4 ноября, 24 ноября
- 6 декабря, 11 декабря, 16 декабря

## Фамилии, образованные от имени
От имени Фёдор образована одна из самых распространённых русских фамилий Фёдоров.